# Vatunki (del av en halvö)
Vatunki är en del av en halvö i Finland.   Den ligger i landskapet Norra Österbotten, i den centrala delen av landet, 500 km norr om huvudstaden Helsingfors. Vatunki ligger på ön Hailuoto.